# 朝霞テック
朝霞テック（あさかテック）は、埼玉県朝霞市にかつて存在した遊園地。

## 概要
本田技研工業グループの「鈴鹿サーキットランド」により1964年（昭和39年）に開園した。黒目川左岸の台地を用い、園内には154台の遊戯車両を擁する自動車コースを始め、20種以上の遊具を設置。夏期用のプール、ゴーカート、観覧車、豆電車などが設置され、結婚式場なども併設された。開園当時は北足立郡朝霞町大字膝折に所在したが、1967年（昭和42年）の市制施行により、所在地が朝霞市大字膝折（現・朝霞市泉水3丁目）となった。ホンダグループの研究施設用の敷地に転用するため、1973年（昭和48年）11月末に閉鎖された。

## 主な施設
遊園地
- レーサー・ジープ・バギーカート
- ゴーカート
- ミニクーペ
- おとぎの周遊列車
- 昆虫カー
- フラワーカップ
- アニマルカー
- ファミリーバード
- チェアプレーン
- ちびっこゴーカート
- 観覧車
- 猛獣狩り（バズーカ砲）
- フラワーカー
- アベックカー
- ミニカー
- 水陸両用車
- メリーボート
- ファミリーダック
- テックモノレール
- プール（大・小）

食堂・休憩所
- プールサイドレストラン
- テックホール
  - 研修会場
  - ホール軽食喫茶室
  - 大広間・結婚式場
  - スポーツロッジ
  - スポーツロッジ和室
- バーベキューハウス
- ショッピングアーケード
- スポーツロッジ
- 研修会場

その他
- ホンダ体育館
- めん羊の家
- 動物の国
- グリーンゾーン
- 芝生グラウンド
- 噴水
- プールサイドハウス

## その後

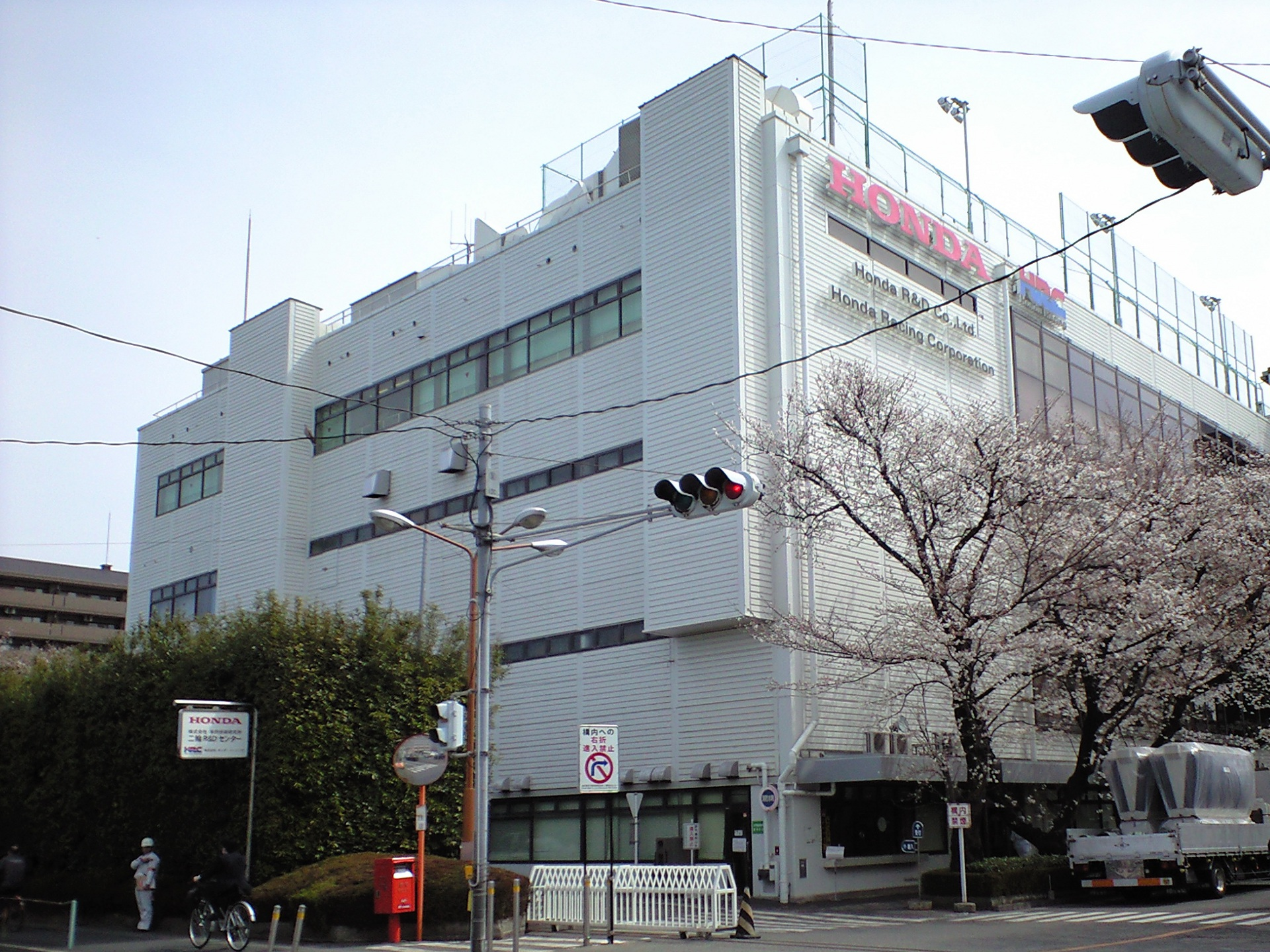
本田技術研究所・朝霞研究所

跡地に本田技術研究所・朝霞研究所が建てられ、ロードレース世界選手権に参戦するホンダ・NR500の開発を担当した「NRブロック」の開発拠点にもなった。遊園地時代の施設の一部は後年まで残され、ミラーボールが吊られた結婚式場はNRブロックの設計室に転用された。NRブロックはその後ホンダ・レーシング (HRC) へ発展してHRCの日本における開発拠点として使われている。